# Hostus Hostilius
Hostus Hostilius (auch Hostius Hostilius) ist ein Held der römischen Mythologie.

## Leben
Er war ein vornehmer Mann aus der Latinerstadt Medullia, wanderte nach der Eroberung der Stadt durch Romulus nach Rom aus und nahm an mehreren Kriegen der Römer teil. Er heiratete die Sabinerin Hersilia, die im Zuge des Raubs der Sabinerinnen nach Rom gekommen war. (Einer anderen Version zufolge wurde sie jedoch die Gattin von Romulus.) Als es zum Krieg gegen die Sabiner kam, war er einer der tapfersten römischen Kämpfer, fiel aber in der Schlacht zwischen dem Palatin und dem Kapitol. Sein Tod löste eine Flucht der Römer aus, die erst endete, als Romulus Jupiter einen Tempel gelobte. Hostus Hostilius wurde auf dem Forum Romanum begraben, wo ihm ein Grabdenkmal errichtet wurde, dessen Inschrift seine Tapferkeit würdigte.
Er hinterließ einen Sohn im Kindesalter, der der Vater des Tullus Hostilius, des sagenhaften dritten Königs Roms, wurde.

## Filmische Darstellung
In Der Raub der Sabinerinnen (1962) wird Hostus von dem Schauspieler Alex Johnson dargestellt.